# Serge Christian Guébogo
Serge Christian Guébogo est un joueur et entraîneur de handball camerounais né en 1980 et mort le 14 février 2023.

## Biographie

### Etudes et carrière de joueur
Serge Christian Guébogo, surnommé Guinness, joue au poste d'arrière. Formé à l'école de handball du lycée de Tsinga, il reste une année à l'université de Yaoundé II à Soa avant de rejoindre l'université de Yaoundé I, où il étudie l'histoire tout en continuant à pratiquer le handball en remportant des trophées universitaires.
Il est admis à l'Institut national de la jeunesse et des sports, qu'il intègre dans l'optique de devenir entraîneur. Il a évolué en club au Minuh de Yaoundé mais n'a jamais représenté le Cameroun en équipe nationale.

### Carrière d'entraîneur
Serge Christian Guébogo entraîne Ekang Handball en 2003.
Entraîneur adjoint de l'équipe junior du Tonnerre Kalara Club de 2005 à 2007, il est ensuite entraîneur de l'équipe senior de 2012 à 2016, atteignant notamment la finale de la Coupe des coupes féminine en 2016. Remercié par la suite, il entraîne ensuite le Dynamique de Bokito. Il a aussi entraîné l'Athletic HB et le Volcan HB.
Il devient sélectionneur de l'équipe du Cameroun féminine de handball en avril 2019, qu'il emmène à la deuxième place des Jeux africains de 2019 ainsi que du Championnat d'Afrique des nations féminin de handball 2021 et du Championnat d'Afrique des nations féminin de handball 2022.
Le 26 janvier 2023, il obtient de la part du Comité national olympique et sportif du Cameroun l'Étoile d'argent de l'ordre olympique.

### Mort
Serge Christian Guébogo meurt brusquement le 14 février 2023,.

### Famille
Serge Christian Guébogo est le frère de l'athlète Claude Toukéné-Guébogo.